# 계왕 (드래곤볼)
계왕은 토리야마 아키라의 만화·애니메이션 작품 《드래곤볼》 시리즈에 등장하는 신이다.

## 개요
우주를 아주 높은 곳에서 다스리는 신들이다. 생사를 다루는 염라대왕과는 달리 우주 전체를 동서남북 네개로 나누어 다스린다.
드래곤볼에서 나온 다른 신들과 마찬가지로 하계를 지켜보면서 질서를 유지하거나 새로운 별을 창조하는 등의 일을 한다.

## 구성
각 별을 관장하는 신들과 염라대왕보다도 높은 존재들이지만, 이들의 위에 다시 대계왕이 존재하며 그 위에 계왕들의 신인 계왕신이 존재한다.
그리고 우주 최고 정점에 있는 자가 대계왕신이다. 이들은 각자 자신의 별에서 지정된 영역을 다스린다. 경우에 따라 죽은 자임에도 수행을 도와주는 경우가 있다.

### 계왕

#### 북쪽 계왕
지구가 있는 북은하를 관장하는 계왕이다. 원작에서 손오공이 염라대왕의 소개로 뱀의 길의 끝에서 처음 등장한다.
손오공에게 계왕권과 원기옥을 알려준 스승이며, 사이야인들의 침공소식을 전한것도 바로 이분이다. 하계의 별을 관장하는 신답게 비록 먼 거리지만 무슨일이 벌어지는지 알 수 있으며, 하계에 있는 사람들과 머리속으로 대화하는 것이 가능하다. 차오즈, 천진반, 야무치에게 오공이 했던 수행을 할 수 있도록 도와주었으며, 사실상 나레이터에 가까운 역할을 했었다. 셀전에서 오공이 자폭하려던 셀을 순간이동해서 오면서 같이 동반 사망하게 되었다. 이후 영화 신과신 확장판에서 별의 크기가 원래는 더 컸다는 식의 언급이 나오면서 비루스에 대한 두려움이 있다는 것, 별자체가 회복하는 능력이 있다는 점이 밝혀지기도 했다.

#### 대계왕
계왕들의 위에 존재하는 자이다. 대계왕성에 거주하고 있으며, 각 은하의 죽은 선한 전사들을 수행하는 역할도 하고 있다.

### 계왕신
계왕들의 위에서 존재하는 신들이다. 계왕들처럼 동서남북과 대계왕신이 존재하고 있지만, 마인부우에 의해 동쪽계왕신을 제외하고는 전원 사망하게 된다.
아직 새로운 계왕신들이 맡았는지에 대해서는 언급되지는 않으나, 각 지역별로 3명이 번갈아가면서 다스린다는 것은 이후 인터뷰를 통해 밝혀진 바가 있다.
계왕신이 되기위한 조건은 '태생부터 계왕신으로 태어난다'라고 밝혔다.

#### 동쪽계왕신
회의에서 급으로만 보면 비루스와 동급으로 처리됨에도 실제 전투능력은 슈퍼사이야인 손오공, 베지터, 손오반에 크게 미치지 못하는 실력을 지니고 있다.(부우전 기준)
유일하게 비비디가 조종하던 마인부우로부터 살아남은 계왕신이며, 동시에 비비디를 죽인 장본인이기도 하다. 지구에 온 이유는 봉인한 마인부우를 깨우기 위해 나타난 바비디를 막기 위해서였으며, 실제로는 손오공과 베지터, 손오반 등과 비교해서 전력에 아무런 도움도 되지못한 안습적인 모습을 보인다. 귀걸이에 의해 보좌하던 키비토와 융합을 하면서 팬들사이에서는 키비토신이라 부르기도 한다.

#### 키비토
동쪽계왕신을 보좌하는 자로, 순간이동술이 주특기이다. 창조와 유지를 관장하는 계왕신의 보좌를 하다보니 치유나 회복능력도 가지고 있다.

#### 15대 이전 동쪽계왕신
1000년에 한 번씩 열리는 신들간의 정기회의때 비루스가 화를 참지못하고 Z소드에 봉인했다. 본래는 현 동쪽계왕신처럼 나름 멋있는 얼굴이었지만, 어떤 마녀와 융합이 되면서 지금의 모습이 되었다. 마녀와의 융합때문인지 수정구슬을 사용해서 이곳저곳을 볼 수있을 뿐만아니라, 잠재된 능력을 개방하거나 그외 여러주술들도 사용할 수 있는 듯하다. 계왕들처럼 하계의 사람들과 대화가 가능하며, 가끔 무천도사같은 취향과 행동을 보이기도 하다. 그럼에도 나름 경험이 많아서 조언들을 많이 해주는 편이다.